# Edeltraud Brexner
Edeltraud Brexner (auch Traude Brexner, * 12. Juni 1927 in Wien; † 29. April 2021 in Perchtoldsdorf) war Primaballerina beim Ballett der Wiener Staatsoper.

## Leben
Sie studierte ab 1934 an der Ballettschule der Wiener Staatsoper, der sie von 1944 bis 1972 angehörte. Nach dem Krieg baute sie das Staatsopernballett mit auf, war ab 1952 Solistin und ab 1957 Primaballerina. Anfang der 1950er Jahre war sie auch in einigen Spielfilmen zu sehen.
Bis in die 1970er Jahre war sie die gefragteste österreichische Balletttänzerin und erste Trägerin des von Riki Raab gestifteten Fanny-Elßler-Rings, welchen sie an Jolantha Seyfried übergab.
Ab 1962 unterrichtete sie an der Opern-Ballettschule, von 1973 bis 1979 war sie auch deren stellvertretende Leiterin.
Verheiratet mit dem Ballettmeister Richard Nowotny, wurde sie 1980 Ehrenmitglied der Wiener Staatsoper.